# 第3軍 (アメリカ軍)
第3軍（だいさんぐん、Third U.S. Army）は、アメリカ陸軍における軍のひとつ。第二次世界大戦中にジョージ・パットン将軍が指揮を執ったことから「パットンの息子たち」(Patton's Own)という愛称がある。1982年以降はアメリカ中央陸軍(United States Army Central, ARCENT）として統合軍たるアメリカ中央軍(USCENTCOM)を構成している。

## 編成
- 第3軍団（鉄槌軍団）テキサス州フォート・フッド駐屯 - III Corps, Fort Hood, TX
  - 〔第1騎兵師団〕 - 1st Cavalry Division
  - 〔第4歩兵師団〕（機械化） - 4th Infantry Division (Mechanized)
- 第3軍団州兵部隊 - III Corps US Army National Guard
  - 〔第7歩兵師団〕（バヨネット）（軽）コロラド州カーソン駐屯 - 7th Infantry Division (Light) ("Bayonet" ), Carson, CO
    - 第39歩兵旅団（軽）（独立） - 39th Infantry Brigade (Light) (Separate)
    - 第41歩兵旅団（軽）（独立） - 41st Infantry Brigade (Light) (Separate)
    - 第45歩兵旅団（軽）（独立） - 45th Infantry Brigade (Light) (Separate)
- （軍直轄部隊）
  - 中央軍統合司令部クウェート駐留 - C/JTF-Kuwait
  - 中央軍陸軍司令部クウェート駐留 - ARCENT Kuwait
  - 中央軍陸軍司令部サウジアラビア駐留 - ARCENT Saudi
  - 中央軍陸軍司令部カタール駐留 - ARCENT Qatar
  - 陸軍第3事前集積部隊 - Army Prepositioned Stock (APS-3)
  - 陸軍第5事前集積部隊 - Army Prepositioned Stock (APS-5)